# 伊格馬山
14°34′56″S 72°27′36″W / 14.58222°S 72.46000°W
伊格馬山（Igma），是秘魯的山峰，位於該國南部阿普里馬克大區的安塔班巴省和庫斯科大區的瓊比維卡省，屬於安第斯山脈的一部分，處於錢庫瓦尼亞山以北、瓦雲卡山東北面和阿通科爾帕山東南面，海拔高度5,200米。